# Sprachwandelgesetz
Unter Sprachwandelgesetz wird in der Linguistik zweierlei verstanden:
1. ein Konzept, wie es von Helmut Lüdtke 1980 in seiner Untersuchung Kommunikationstheoretische Grundlagen des Sprachwandels als eine Art Ring-Modell für die morphologische Entwicklung von Sprachen vorgestellt wird. Dabei wird der Sprachwandel als ein ständiger Wechsel zwischen phonetischer Vereinfachung und lexikalischer Differenzierung verstanden. Auch die sog. Lautgesetze sind hier zu nennen. Frühe Kritik an dem Gesetzesbegriff, der in „Lautgesetz“ steckt, stammt von Rozwadowski (1925), der sie lediglich für „general statements of tendency“ (Adamska-Sałaciak 1993:17) hält.
2. In der Quantitativen Linguistik ist das Sprachwandelgesetz  eines der vielen mathematisch formulierten und empirisch überprüften Sprachgesetze. Es besagt, dass beliebige Sprachwandelprozesse einen gesetzmäßigen Verlauf nehmen. Sprachwandel beginnen langsam, beschleunigen sich und verlangsamen sich dann wieder.[1] Das Sprachwandelgesetz ist in der Linguistik auch unter dem Namen Piotrowski-Gesetz bekannt, benannt nach dem St. Petersburger Linguisten Rajmund G. Piotrowski, der offenbar als erster zusammen mit A. A. Piotrowskaja eine mathematische Modellierung versuchte. Dieser Vorschlag wurde von Altmann (1983) sowie Altmann u. a. (1983) kritisiert und weiterentwickelt. Es handelt sich um ein Gesetz, das in anderen Wissenschaften seit Pierre-François Verhulst (1838) zunächst als Modell für die Bevölkerungsdynamik, später auch für die Ausbreitung von Krankheiten oder Gerüchten und viele andere Prozesse als logistisches Gesetz bzw. Wachstumsgesetz bekannt ist. Die Erkenntnis, dass dieses Gesetz auch bei Sprachwandelprozessen zu beobachten ist, lässt sich spätestens seit Kaj B. Lindgren (1961) nachweisen.[2]

## Formen des Sprachwandelgesetzes (Quantitative Linguistik)
Man unterscheidet zwei Formen des Gesetzes:
1. den vollständigen oder unvollständigen Sprachwandel; in diesem Fall breitet sich ein sprachliches Phänomen aus, bis es entweder alle alten Formen ersetzt hat oder an eine von der Sprachgemeinschaft tolerierte Grenze gestoßen ist. Ein vollständiger Sprachwandel hat im Deutschen stattgefunden, in dem das mittelhochdeutsche was (1.,  3. Person, Indikativ, Präteritum des Verbs sein) vollständig durch war ersetzt wurde. Unvollständige Sprachwandel sind im Wortschatz zu beobachten, etwa in der Zunahme des Wortschatzes einer Sprache oder speziell in der Zunahme von Entlehnungen.[3] Auch der Verlust von sprachlichen Phänomenen folgt diesem Gesetz; es ändert sich nur ein Vorzeichen.
2. den reversiblen Sprachwandel; dieser besteht darin, dass ein sprachliches Phänomen sich zunächst ausbreitet und dann wieder abnimmt oder gar verschwindet; auch der umgekehrte Fall kommt vor. Man kann z. B. beobachten, dass einzelne Wörter zunächst im Gebrauch zu- und dann wieder abnehmen; man denke etwa an Tamagotchi. Ein relativ aktuelles Beispiel ist auch Kampfhund.[4] Auch der Stilwandel oder die Wahl von Vornamen unterliegen oft solchen Entwicklungen.

Ein und derselbe Typ von Sprachwandel kann unter verschiedenen Bedingungen unterschiedliche Formen annehmen. Vulanović & Baayen (2007) entwickeln das logistische Gesetz so weiter, dass es auch solchen komplexen Verhältnissen gerecht werden soll und wenden es auf ein Beispiel aus der Syntax des Englischen (die Geschichte der do-Umschreibung) an. Eine andere Art der mathematischen Modellierung stellt Schenke (2008) mit seinem Modell des dynamischen Sprachnetzes vor.
Ein jüngeres mathematisches Modell, das den Anspruch erhebt, Sprachwandelprozesse aller unterschiedlichen Verlaufsformen (vollständig, unvollständig, reversibel) abbilden und prognostizieren zu können, wurde von Fuchs et al. (2024) entwickelt. Es setzt auf der Ebene der Sprecherinteraktion an und arbeitet mit vier so genannten Interaktionsparametern.

## Beispiel: Zunahme der Arabismen im Deutschen

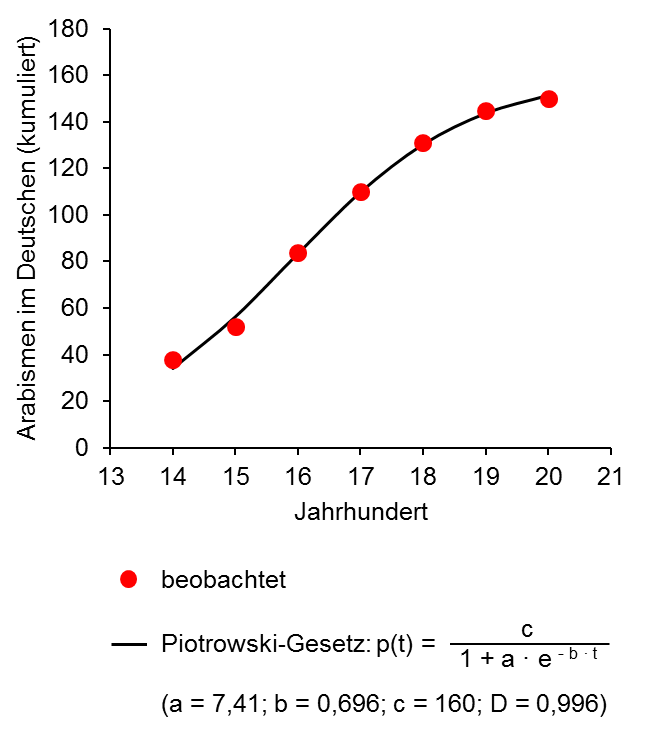
Kumulierte Anzahl der Arabismen im Deutschen über die Jahrhunderte und Anpassung mit dem Piotrowski-Gesetz (c ist der Grenzwert, gegen den der Prozess strebt; a und b sind weitere Parameter; t ist die Zeit; D ist der Determinationskoeffizient, ein Maß für die Übereinstimmung.)

Als Beispiel für einen Sprachwandelprozess diene die Zunahme der Arabismen im Deutschen. Dieser Ausbreitungsprozess folgt dem logistischen Modell/Piotrowski-Gesetz.
Im heutigen Deutschen lassen sich 150 Arabismen finden, für die angegeben werden kann, in welchem Jahrhundert sie ins Deutsche gelangten. Werden sie Jahrhundert für Jahrhundert addiert, so ergeben sich die kumulierten Werte, die in nebenstehender Abbildung zusammen mit einer Anpassung des Modells dargestellt sind. Es ergibt sich eine sehr gute Übereinstimmung (der Determinationskoeffizient D = 0,996 kann höchstens den Wert 1 für perfekte Übereinstimmung erreichen).
Die folgende Tabelle gibt die Daten wieder, aus der sich die nebenstehende Graphik ableiten lässt:
| Jahrhundert | t | neue Arabismen je Jahrhundert | beobachtet (kumuliert) | berechnet |
| ----------- | - | ----------------------------- | ---------------------- | --------- |
| ≤ 14.       | 1 | 38                            | 38                     | 34,09     |
| 15.         | 2 | 14                            | 52                     | 56,33     |
| 16.         | 3 | 32                            | 84                     | 83,45     |
| 17.         | 4 | 26                            | 110                    | 109,80    |
| 18.         | 5 | 21                            | 131                    | 130,31    |
| 19.         | 6 | 14                            | 145                    | 143,68    |
| 20.         | 7 | 5                             | 150                    | 151,43    |

- Arabismen je Jahrhundert: Zahl der neuen Arabismen, die im betreffenden Jahrhundert im Deutschen belegt sind
- berechnet: durch Anpassung des Piotrowski-Gesetzes an die beobachteten (kumulierten) Daten berechnete Werte